# 赵铎 (民变领袖)
赵铎（？—1465年），四川德阳人，明朝中期四川民变首领。

## 生平
赵铎被人诬陷和盗贼相通，被捕入狱。天顺八年（1464年）赵铎在德阳起义。汉中賊悟昇、天涧沟杨瓒、花溪陈焕章、连山河黄鹞子等人归附赵铎。赵铎自称赵王，下设安将军、席评事等官，在川北、内江、荆襄一带游击。成化元年（1465年），赵铎在彰明（今四川江油市）中了埋伏，被官军所杀。